# Vorbereitungslehrgang (Höhere Schule)
Der Vorbereitungslehrgang ist eine Schulform in Österreich, die als Lehrgang Absolventen einer Berufsschule mit Lehrabschlussprüfung (LAP) den Besuch einer berufsbildenden höheren Schule (BHS), einiger Gymnasialformen oder eines Aufbaulehrgangs/Kollegs ermöglicht.

## Bildungsplan
Voraussetzung ist eine abgeschlossene Lehre in der dualen Ausbildung, und in einigen Fachrichtungen (besonders technischen) eine erfolgreich abgeschlossene achte Schulstufe.
Der Lehrplan umfasst die allgemeinen Pflichtgegenstände Religion, Deutsch, Englisch, Wirtschaftsgeschichte und politische Bildung, Angewandte Mathematik, und diejenigen des Lehrplans, auf den vorbereitet wird, und bei den berufsbildenden Schulen einen Block im  Fachbereich. Die Stundenzahl beträgt meist um die 35 Unterrichtsstunden pro Woche.
Der Abschluss ermöglicht, eine der weiterführenden Schulen zu besuchen, die mit Reife- oder Reife- und Diplomprüfung abschließen (Matura und/oder höherer Berufsabschluss).

## Schulen mit Aufbaulehrgang
Angeboten werden Vorbereitungslehrgänge (Module) von den jeweiligen Schulen.
Im Speziellen gibt es diese Bildungsgänge in folgenden Schulformen:
- Übergangsstufe zum Oberstufenrealgymnasiums (ORG)
- Übergangsstufe zum Aufbaugymnasium und Aufbaurealgymnasium (AG/ARG)
- Vorbereitungslehrgang für die höhere Lehranstalt für Berufstätige an einer HTL (zahlreiche Fachrichtungen)[3]
- Vorbereitungslehrgänge für die Aufnahme in eine kaufmännische höhere Schulen (KHS, Eintritt in den 3. Jahrgang einer HAK)

sowie einige Sonderformen, etwa an die Schulen und Akademien des Gesundheitswesens oder die BAKIP, dann ab der 10. Schulstufe.